# إبادة الشعب

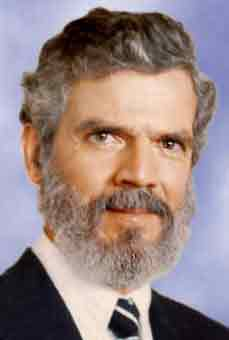

اقترح رودولف جوزيف راميل مصطلح إبادة الشعب (بالإنكليزية: Democide) منذ عام 1994 على الأقل، وعرّفه على أنه «القتل المتعمد لشخص غير مسلّح أو منزوع السلاح من قِبل عملاء حكوميين ضمن نطاق سلطتهم واتباعاً لسياسة الحكومة أو لأمر من جهة عليا.» 
وبحسب راميل، يغطي هذا التعريف مجالاً واسعاً من حالات الموت، بما فيها ضحايا الأعمال الشاقة ومعسكرات الاعتقال، وعمليات القتل التي ترتكبها جماعات خاصة «غير رسمية»، وتلك التي تُجرى خارج نطاق القضاء، والوفيات الجماعية الناتجة عن الإغفال والتجاهل الجنائيين للحكومة، كما في المجاعات المقصودة، بالإضافة إلى عمليات القتل المُقترفة بحكم الأمر الواقع، كما في حالة الحرب الأهلية، وبالتالي يشمل هذا المصطلح أية جريمة تقترفها أية حكومة بحق أي عدد كان من الأشخاص.
وقد أنشأ راميل هذا المصطلح كمفهوم موسّع ليشمل أشكال عمليات القتل الحكومية التي لا يغطيها مصطلح «الإبادة الجماعية» (بالإنكليزية: Genocide)، وقد تجاوزت إبادة الشعب اعتبار الحرب المسبب الرئيسي للوفيات غير الطبيعية في القرن العشرين.

## المعاني الثلاث للإبادة الجماعية
تُعرف إبادة الشعب بأنها قتل الحكومة لأي شخص أو جماعة من الأشخاص، بما يتضمن الإبادة الجماعية، والقتل السياسي، والقتل الجماعي، ولا تُعبّر إبادة الشعب بالضرورة عن القضاء على مجموعات ثقافية بأكملها، وإنما مجموعات ضمن نطاق الدولة تشعر الحكومة بضرورة إبادتها لأسباب سياسية، نظراً للتهديدات المستقبلية المُدّعاة التي تشكلها.
وحسب راميل، تمتلك الإبادة الجماعية ثلاثة معانٍ:
1. المعنى العادي: يتضمن قتل الحكومة لأشخاص معينين بسبب انتمائهم لمجموعات وطنية، أو إثنية، أو عرقية أو دينية معينة.
2. المعنى القانوني: يشير إلى المعاهدة الدولية للإبادة الجماعية، وهي اتفاقية منع ومعاقبة جريمة الإبادة الجماعية، كما يتضمن أيضاً الممارسات غير القاتلة التي تؤدي في نهاية المطاف للقضاء على المجموعة المستهدفة أو إعاقتها بشدة، وبالعودة للتاريخ، يمكن مشاهدة الأنماط المتنوعة والمختلفة لإبادات الشعب التي طرأت، ولكنها لا تزال تتألف من ممارسات قتل فردي أو جماعي.
3. إبادة الشعب: يشابه هذا المعنى العام للإبادة الجماعية المعنى العادي، إلّا أنه يتضمن عمليات القتل الحكومية للخصوم السياسيين، أو القتل المتعمّد دوناً عن ذلك، وفي محاولة لتجنب الالتباس حول المعنى المقصود، صاغ راميل مصطلح إبادة الشعب لهذا المعنى الثالث.[4]

## الأهداف
تتضمن أهداف إبادة الشعب تفسيخ المؤسسات السياسية والاجتماعية لثقافة مجموعات وطنية معينة، ولغتها، ومشاعرها الوطنية، وديانتها ووجودها الاقتصادي، بالإضافة إلى تحطيم الأمن، والحرية، والصحة والكرامة الشخصيين، وصولاً لحيوات الأفراد المنتمين لمجموعات كهذه بأكملها.

## أمثلة
تتضمن بعض الأمثلة التي اقتبسها راميل التطهير الأعظم الذي نفّذه جوزيف ستالين في الاتحاد السوفييتي، وعمليات القتل في صفوف السياسة الاستعمارية في دولة الكونغو الحرة، والقفزة العظيمة للأمام التي أجراها ماو تسي تونغ وأدت لمجاعة فتكت بملايين الأشخاص.
وأشار راميل إلى أن الحالات السابقة لا تُعتبر إبادات جماعية، لأن الذين قُتلوا فيها لم يكونوا مُنتقين على أساس عِرقي، وإنما قُتلوا بأعداد كبيرة كنتيجة لسياسات حكومية، وبناءً على ذلك تُعتبر المجاعة إبادة للشعب إذا وافقت التعريف السابق.
فعلى سبيل المثال، أعاد راميل تصنيف القفزة الأعظيمة للأمام ماو تسي تونغ كإبادة للشعب عام 2005، بعدما كان قد رأى بدايةً أن سياسات ماو كانت مسؤولة بشكل كبير عن المجاعة الحاصلة، ولكن مستشاريه قد ضللوه، لذلك لم يعتقد راميل بأنها مجاعة مقصودة وبالتالي لم يعتبرها إبادة للشعب.
ولكن زعمت تقارير وردت في كتاب ماو: الرواية المجهولة لتشونغ تشانغ وجون هاليداي أن ماو عَلم بالمجاعة منذ البداية لكنه لم يكترث، وفي النهاية كان يجب إيقافه باجتماع 7000 فرد من الأعضاء الرئيسيين في الحزب الشيوعي.
وبناءً على هذا الدليل الجديد، تغيرت قناعة راميل نحو تقصّد المجاعة، فاعتبرها إبادة للشب، وبأخذ ذلك في الحسبان، بلغ مجموع ضحايا إبادة الشعب التي قام بها الحزب الشيوعي الصيني 80.86 مليون شخص، أي أكثر من الاتحاد السوفييتي (62 مليوناً)، وألمانيا النازيّة (21 مليوناً)، أو أي نظام حاكم آخر في القرن العشرين.
يعتمد راميل في تقديراته في الغالب على الاعتبارات التاريخية، وهي مقاربة قلّما تؤمن تقديرات صحيحة، كما أن نتائجه تتضمن عادةً مجالاً واسعاً ولا يمكن اعتبارها حاسمة.
وبالتالي يحصي راميل ما يقارب 43 مليون وفية جراء إبادات للشعب داخل الاتحاد السوفييتي وخارجه خلال حكم ستالين، وهي قيمة أعلى من تلك المقتبسة عادةً والبالغة 20 مليوناً، أو الجديدة التي قُدّرت بـ9 مليوناً.
إذ أشار راميل أن القيمة 20 مليوناً مبنية على إحصائية من كتاب روبيرت كونكويست الذعر العظيم لعام 1968، استبعدت الوفيات في المخيمات قبل عام 1936 وبعد عام 1950، والإعدامات المُقترفة بين عامي 1939 و1953، والترحيل الهائل لأفراد الشعوب الأسيرة إلى المخيمات وموتهم بعد ذلك بين العامين ذاتهما، والترحيل الجماعي للأقليات ضمن الاتحاد السوفييتي بين عامي 1941 و1944 وموتها، وأولئك الذين أعدمهم الجيش السوفييتي الأحمر والشرطة السرية على امتداد أوروبا الشرقية بعد غزوهما خلال الفترة بين عامي 1944 و1945، علاوة على الهودومور الذي قتل 5 ملايين شخص بين عامي 1932 و1934.
وتًظهر أبحاث راميل أن عدد الضحايا الناجم عن إبادات للشعب أكبر بكثير من ذاك الناتج عن حرب ما، وبعد تفحّص ما يزيد عن 8000 تقريراً عن الوفيات التي سببتها حكومات، قدّر راميل وجود 262 مليون ضحية لعمليات إبادة شعوب في القرن الماضي، ووفقاً لإحصائياته، قضى 6 أضعاف هذا العدد من الأشخاص جراءً ممارسات أناس عاملين لصالح الحكومة، مقارنة بالمتوفّين في معركة ما.
كما قد وجد راميل أن الأنظمة الديموقراطية الليبرالية لا ترتكب إبادات للشعوب بقدر تلك الاستبدادية، ويناقش وجود علاقة بين السلطة السياسية وإبادة الشعب، إذ يزداد القتل الجماعي السياسي شيوعاً برفع القيد عن السلطة السياسية، بينما في المقابل، عندما تكون السلطة موزّعة، ومقيّدة ومتوزانة، يندر العنف السياسي، ويعتقد راميل أن هذه العلاقة تشكّل سبباً رئيسياً للمناداة بالحرية، وأن السلطة السياسية المركزة هي أخطر شيء على وجه الكرة الأرضية.
وقد توصّل العديد من الباحثين الآخرين لنتائج مماثلة، إذ يشير الكثير منهم إلى أن المبادئ الديموقراطية والبنى السياسية تعيق قرارات النخبة حول تطبيق القمع على المواطنين، بينما لا تُقيَّد النخبة الاستبدادية بهذا الشكل، إذ حالما تأخذ المؤسسات الديموقراطية منصبها، حتى الجزئية منها، فإنها تُنقص من احتمالية حدوث نزاع مسلّح، وتلغي تقريباً خطر تسببه بإبادة جماعية أو سياسية.